# Daimiô
Daimiô (português brasileiro) ou dáimio (português europeu) (大名, Daimyōⓘ) é um termo genérico que se refere a um poderoso senhor de terras no Japão pré-moderno, que governava a maior parte do país a partir de suas imensas propriedades de terra hereditárias. No termo, "dai" (大) literalmente significa "grande" e "myō" vem de myōden (名田), que significa "terra particular".

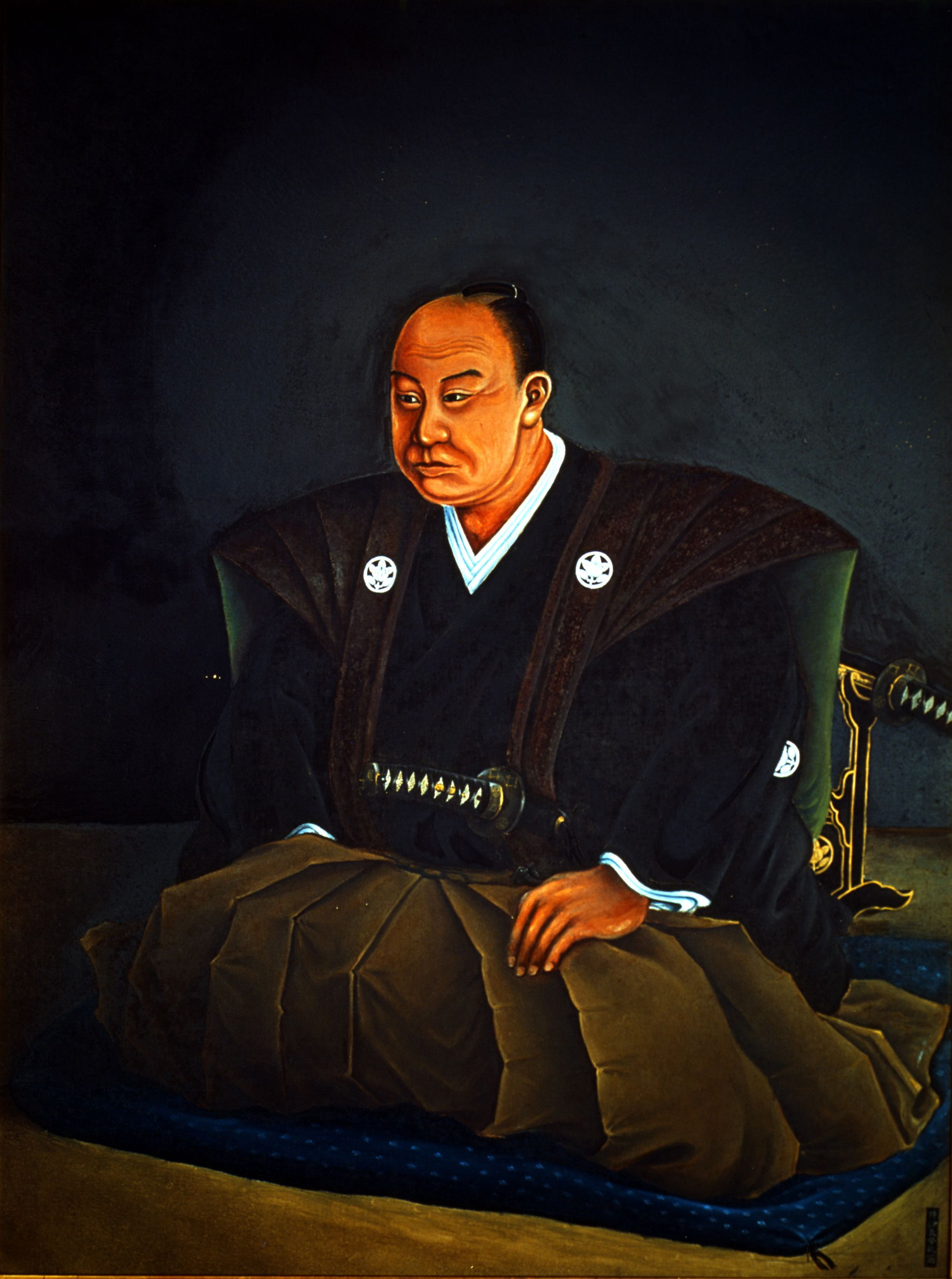
Ii Naosuke era um Daimiô

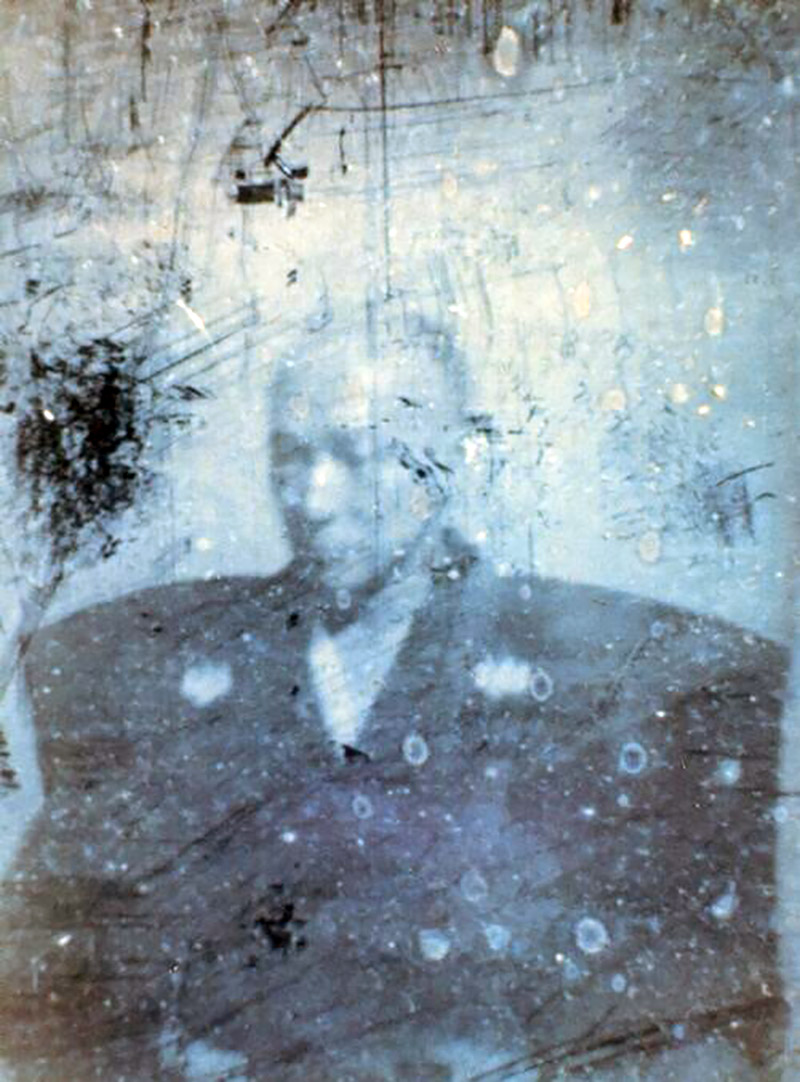
Shimazu Nariakira, daimiô do Domínio de Satsuma, aparece neste retrato feito com daguerreótipo por Ichiki Shirō.

Foram os mais poderosos senhores de terras do período que foi do século X a meados do século XIX na história do Japão, depois dos xogum.
Desde os shugo do período Muromachi, passando pelos sengoku, até os daimiôs do período Edo, o cargo teve uma história longa e variada.
O termo "daimiô" por vezes é usado para se referir às principais figuras dos clãs japoneses, também chamados de "Senhores". Costumeiramente, era a partir destes senhores de guerra que um Xogum ou um Shikken (regente) era escolhido.